# Selenaspidus rubidus
Selenaspidus rubidus är en insektsart som beskrevs av Mckenzie 1953. Selenaspidus rubidus ingår i släktet Selenaspidus och familjen pansarsköldlöss. Inga underarter finns listade i Catalogue of Life.